# Opel Blitz
Opel Blitz (Blitz fiind „fulgerul” în germană) a fost numele dat diferitelor camioane ușoare și mijlocii produse de producătorul german de automobile Opel între 1930 și 1975. Logo-ul original al acestui camion, două dungi aranjate liber ca un simbol fulger sub forma unei litere „Z” întinsă orizontal, apare încă în sigla actuală Opel. Numele Blitz a fost apoi aplicat Bedford CF fabricat în Marea Britanie atunci când a înlocuit Blitz pe anumite piețe.

## Istoric
În anii care au precedat cel de-al doilea război mondial, Opel a fost cel mai mare producător de camioane din Germania. Numele Blitz, inventat într-un concurs de premii, a fost aplicat pentru prima dată noului camion Opel prezentat în noiembrie 1930. Ca parte a economiei naziste și a eforturilor germane de reînarmare, autoritățile au ordonat construirea facilităților Opelwerk Brandenburg în 1935 și prin 1944 s-au produs peste 130.000 de camioane Blitz și șasiu.
După sfârșitul războiului, odată cu uzina de la Brandenburg demontată și transportată în Uniunea Sovietică și cu 47% din clădirile din Rüsselsheim distruse, foștii angajați ai Opel au început să reconstruiască uzina din Rüsselsheim. Primul Blitz postbelic a fost finalizat la 15 iulie 1946, în prezența generalului armatei americane Geoffrey Keyes și a altor lideri locali și a reporterilor de presă.
Chevrolet Advance Design a fost exportat pe scurt în Germania, iar noul camion Opel Blitz a înlocuit camionul Advance Design și a folosit un design similar. Opel Blitz B a fost lansat în 1965 și a fost ultimul dintre camioanele Opel Blitz. Pentru a îmbunătăți consumul de combustibil, acest model a fost disponibil cu o opțiune cu camă în cap de 1,9 litri cu patru cilindri. Alternativ, ar putea fi comandată o versiune de 2,5 litri cu șase cilindri a noii serii de motoare CIH. Aceste motoare erau disponibile și în modelele contemporane Rekord și Commodore, dar motoarele Blitz aveau o construcție la sol mai puternică și erau deconectate pentru un cuplu mai mare și o economie mai bună.
Sub presiunea puternică a concurenței populare a modelului Mercedes-Benz T2, în 1968, Opel a oferit în cele din urmă un motor diesel Indenor XDP 4.90 de 2.100 cmc (cel mai faimos utilizat în Peugeot 504) - dar prea târziu pentru a recâștiga cotele de piață pierdute. Opel GM a decis să nu dezvolte un succesor și, în 1975, producția de vehicule comerciale Opel a încetat în cele din urmă.